# Lyopsetta exilis
« Lyopsetta » redirige ici. Ne pas confondre avec Liopsetta.
Sous-famille
Genre
Espèce
Statut de conservation UICN

 LC  : Préoccupation mineure
Lyopsetta exilis est une espèce de poissons plats de la famille des Pleuronectidae. C'est la seule espèce du genre Lyopsetta, qui lui-même est le seul genre de la sous-famille des Lyopsettinae.

## Nom vernaculaire
Lyopsetta exilis ainsi que Eopsetta jordani ont pour nom vernaculaire Carlottin pétrale ou Plie de Californie.